# Guy Blanc
Guy Marie Alfred Blanc, connu sous le nom de Guy Blanc,  est un réalisateur français né le 19 novembre 1930 à Saint-Julien-Molin-Molette, où il est mort le 24 janvier 2024.

## Biographie
Après des études à  l'université de philosophie de Lyon, Guy Blanc a travaillé notamment avec Yves Robert, d'abord comme assistant puis comme directeur de production.
Il a réalisé un seul long métrage, Le Mois le plus beau, sorti en juin 1968.
Après cette expérience, il part vivre à Brasilia (Brésil) où il a exercé la profession de photographe. Il y vit retiré désormais.

## Filmographie
- 1959 : 125, rue Montmartre de Gilles Grangier : assistant réalisateur
- 1960 : Les Vieux de la vieille, de Gilles Grangier : assistant réalisateur
- 1961 : Vel d'hiv (court métrage, coréalisateur : Frédéric Rossif)
- 1963 : Bébert et l'Omnibus d'Yves Robert : assistant réalisateur
- 1964 : Les Copains d'Yves Robert : assistant réalisateur
- 1965 : La Communale de Jean L'Hôte : assistant réalisateur
- 1968 : Le Mois le plus beau